# Длинноуски (род слепней)
Длинноуски (лат. Heptatoma) — палеарктический род слепней из трибы Haematopotini подсемейства Tabaninae. От других слепней Палеарктики представители этого рода отличаются очень длинными усиками. Включает два вида. Личинки развиваются в водоёмах с загрязнённой водой. Продолжительность жизненного цкла может составлять до двух лет.

## Внешнее строение

### Имаго
Небольших размеров коренастые мухи от 9 до 14 мм. Усики чёрные, длиннее головы. Третий, самый длинный членик усиков, поделён на четыре вторичных членика. На глазах имеются поперечные полоски, покрыты короткими волосками. Лоб широкий, покрыт жёлтыми волосками, блестяще-чёрный. Лобный треугольник блестяще-чёрный. Концевой членик щупалец чёрный у обоих полов, у самок он на конце и заострённый, у самцов — яйцевидной формы. Хоботок короче высоты головы. Крылья прозрачные, в покое складываются кровлеобразно. Жужжальца коричневые. Среднеспинка и щиток — чёрные. Нотоплевры черные, покрыты густыми коричнево-жёлтыми волосками. Бока груди в светло-коричневато-жёлтых (Heptatoma pellucens pellucens) или беловато-серых (Heptatoma pellucens orientalis) волосках. Бёдра чёрные в сером налёте. Передние голени в основании, а средние и задние голени в большей части беловатые. Жужжальца коричневые. Брюшко блестяще-чёрное, состоит из шести видимых сегментов. Второй тергит брюшка с беловатыми боковыми пятнами. Стерниты по бокам в светлых волосках, а посередине с черной полосой.

### Куколка
Тело тёмно-бурой окраски от 16 до 18 мм. Головной щит в верхней стороны почти полностью затемнён, а с нижней стороны — пигментация в виде продольной полосы. На брюшных сегментах в два ряда расположена бахрома тёмно-коричневых сильно склеротизированных шипов направленных назад. Шипы заднего ряда в три раза длиннее, шипов переднего ряда.

### Личинки
Размер личинок старшего возраста достигает 35 мм, масса до 270 мг. Тело сплюснуто дорсо-вентрально. Верх тела зеленовато-коричневый, нижняя сторона имеет светлую окраску. Анальный сегмент конический. Мандибулы светло-коричневые. Все сегменты с равномерными продольными складками. На брюшных сегментах расположены по четыре пары псевдоподий. Спинная сторона брюшных сегментов почти полностью покрыта шипиками. Анальный сегмент конический, с длинным сифоном.

## Биология
Личинки обитают в водоёмах загрязнённой навозной жижей, в лужах и цистернах, в загрязненных заброшенных неглубоких колодцах, могут развиваться так же на мелководных участках в придонном субстрате или в погруженных слоевищах мха. Без наличия гниющих органических веществ личинки быстро погибают. Продолжительность развития личинок может достигать двух лет. Численность личинок обычно не высокая, что объяснятся А. С. Луттой каннибализмом личинок старших возрастов. Продолжительность фазы куколки около 20 дней. Вылет имаго из куколок обычно происходит около полудня. По наблюдениям в Томской области, самки выведенные из куколок живут до 19 дней, а единственный самец, которого удалось вывести прожил два дня. Имаго обитают в Карелии на опушках лесов, вырубках, полях и влажных лугах, в Сибири на заболоченных участках тайги. На всем протяжении ареала Heptatoma pellucens малочисленный вид, относительное обилие в сборах слепней в обычно не превышает 1 % и лишь изредка достигает почти 3 %. Самки характеризуются подстерегающей стратегией поведения при поиске жертвы. Нападают в жаркие периоды суток на людей и домашний скот. Суточный вылет начинается позднее и заканчивается раньше, чем у других слепней. По сезонной активности, длинноуска относится к позднелетним видам. Откладка первой партии яиц может происходить без питания кровью. Для подвида Heptatoma pellucens orientalis характерны два гонотрофического цикла. При этом потенциальная плодовитость первой яйцекладки от 72 до 246 яиц, в во втором цикле плодовитость достигает 256 яиц.

## Систематика и классификация
На основании морфологических признаков эндоскелета грудного отдела А. Е. Тертерян в 1980 году выделил род в отдельную трибу Heptatomini, позднее в 1990 году Р. В. Андреева дополнила диагноз трибы личиночными признаками, однако другими исследователями валидность этой трибы не принимается и род относят к трибе Haematopotini.
В состав рода включают два вида, один современный и один вымерший:
- † Heptatoma oeningensis (Heer, 1865)
- Heptatoma pellucens (Fabricius, 1776) — Длинноуска обыкновеннаяtypus[2]

В составе вида выделено два подвида. Граница между подвидами проходит по Оби:
- Heptatoma pellucens pellucens (Fabricius, 1776) — Длинноуска обыкновенная номинативная[2]
- Heptatoma pellucens orientalis Olsufiev, 1962 — Длинноуска обыкновенная восточная[2]

## Распространение
Ареал рода охватывает Францию, Центральную и Восточную Европу и юг Скандинавии. Наиболее южные находки в Европе известны в Болгарии, наиболее северные в окрестностях Мурманска. Недавно Heptatoma pellucens обнаружен на севере Марокко. В Европейской части России южная граница проходит по Воронежской и Саратовской областям. В Западной Сибири встречается только в южной части. В Восточной Сибири распространён с севера на юг от Туруханска до севера Республики Алтай (Чойский район). В Азии за пределами России найден в Павлодарской области Казахстана.

## Палеонтология
Ископаемый вид Heptatoma oeningensis найден в миоценовых отложениях, возраст которых в базе ископаемых организмов датируется в промежутке 12,7—11,61 млн лет назад. Назван в честь города Энинген в Германии, в земле Баден-Вюртемберг на границе со Швейцарией.